# Лівий фашизм
Лівий фашизм — термін, який використовували для позначення ранніх версій фашизму на зорі його популярності. Ранній фашизм часто проголошував можливість побудови соціалізму, спираючись на містицизм, націоналізм, побудову імперії, «спадщину предків», поклоніння вождю, репресії, ізоляціонізм і експансіонізм. Широко поширювалась теза необхідності протиставлення «гнилому заходу», боротьби з буржуазією, але без конкретизації, а також твердження про особливу роль нації, зовнішніх і внутрішніх змовах, національних образи, кривди та загрози щодо неї з боку інших країн та необхідність консолідації нації перед цими факторами. Класичний приклад — Отто Штрассер в Німеччині.
Як підміна понять широко застосовується сучасними псевдолівими ліберального і лівацького штибу, а також правими і консервативними ідеологами для опису вигаданих ними «фашистських» тенденцій в лівому русі з метою дискредитації всього руху в цілому. Ці тенденції, на їх думку, включають в себе тоталітаризм, абсолютизм, нетерпимість, екофашизм, ірраціональність, тероризм і антисемітизм.
На думку Антона Олійника, до Ночі довгих ножів лівими фашистами можна було називати і НСДАП. Дійсно, найглибший корінь фашизму полягає в дискредитації формальних інститутів через їх невідповідність до повсякденних практик. Фашизм, пише Слотердайк, «прямо відмовляється від намагань якось легітимізувати себе, відкрито проголошуючи жорстокість і „священний егоїзм“ як політичну необхідність та історико-біологічний закон». Націоналізм в таких умовах стає одним із способів відторгнення формальних інститутів (демократії, міжнародних договорів), що розцінюються як чужі і нав'язані ззовні. Фашизм, як соціальне явище означає нездатність відстоювати свої інтереси у відносинах з оточуючими інакше, ніж за допомогою насильства. Він поширюється паралельно з запереченням існуючих у внутрішній і зовнішній політиці формальних інститутів. Фашизм — це припинення дискусії на найважливішому місці і надання заключного слова «товаришеві маузеру».
Філософ Юрген Хабермас був першим, хто широко використовував цей термін. Після похорону Онезорга в Ганновері був скликаний конгрес «Вузи і демократія». В історії лівого руху в ФРН він став фатальним. Саме на цьому форумі Хабермас назвав Руді Дучке «лівим фашистом», так як, на його думку, Дучке провокував поліцейське насильство і терор ультраправих. Дійсно, хоч він і несправедливо обізвав самого Руді Дучке, але більшість лівих, які гуртувалися навколо нього, проти яких виступав Хабермас, дискутуючи з їх лідером, згодом стали ультраправими, відкритими нацистами, а їх антисіонізм був формою продовження діяльності НСДАП під лівими гаслами. Хабермас, в роботах якого підкреслюється важливе значення раціонального дискурсу, демократичних інститутів, а також неприйняття насильства, зробив важливий внесок у теорію конфлікту, який часто пов'язаний не лише з правими, але і з ультралівими.
Для соціолога Ірвінга Луїса Хоровіца ліве крило фашизму в США являє собою заперечення або відмову від американської демократії і відданість справі соціалізму, що є лише ідеалізованою абстракцією в поєднанні з небажанням протистояти реальній історії комунізму. Фашизм використовує мову містики, приписуючи всі проблеми «скрізь і завжди імперськомій змові багатих людей, влади або вищих верств суспільства», використовує антисемітизм як псевдопопулістський інструмент.
Історик Річард Волін використовує термін «лівий фашизм», доводячи, що частина європейської інтелігенції піддається впливу постмодерністських або антираціональних програм, які відкривають можливість для культових, ірраціональних, антидемократичних позицій, що поєднують в собі характеристики лівизни і фашизму. Бернар-Анрі Леві називає цей гібрид політичної форми неопрогресивізмом, новим варварством або червоним фашизмом. Для Леві це антилібералізм, антиамериканізм, антиімперіалізм, антисемітизм та ісламофашизм.
Цей термін також був прийнятий американськими консерваторами, щоб охарактеризувати нетерпимість лівої ідеології в крайніх формах. Цей термін має широке застосування в сучасній публіцистиці, що вивчає незвичайні гібридні союзи і подібності політичних рухів кінця XX століття і початку XXI століття..